# 데구치 아키
데구치 아키(일본어: 出口 陽, 1988년 3월 14일 - )는 일본 여성 아이돌 그룹 전 SKE48의 멤버이다. 크로커다일 소속.
전 AKB48 연구생 멤버. 공식 사이트 공식 웹사이트 보관됨 2015-05-20 - 웨이백 머신

## 개요
- 미에현 출신으로, 1기 연구생 오디션에서 뽑혔던 18명중 한 명이다.
- 전 SKE48 팀S 멤버 AKS 소속.
- 2014년 5월 29일
- SKE48 팀S 마츠모토 리나/SKE48 팀E 이구치 시오리.키토 모모나.카네코 시오리와 SKE48 졸업.

## 음반

### 싱글
1. FLASH BACK (2015년 2월 25일)